# Jürg Grünenfelder
Jürg Grünenfelder (Netstal, 8 gennaio 1974) è un ex sciatore alpino svizzero specialista delle prove veloci.
È fratello di Tobias e Corina, entrambi sciatori della nazionale elvetica.

## Biografia
Grünenfelder, originario di Mitlödi, debuttò in campo internazionale in occasione dei Mondiali juniores di Montecampione/Colere 1993 e in Coppa del Mondo il 15 dicembre 1996 nella discesa libera di Val-d'Isère, piazzandosi 44º. Ottenne i primi punti nella competizione il 2 marzo 1997 nel supergigante di Kvitfjell, quando arrivò al 23º posto, e l'anno dopo rappresentò la Svizzera ai XVIII Giochi olimpici invernali di Nagano 1998, sua unica presenza olimpica: in quell'occasione giunse 4º nella discesa libera, a un solo centesimo di distacco dal vincitore della medaglia di bronzo Hannes Trinkl, e non concluse la combinata. Ai suoi primi Campionati mondiali, Vail/Beaver Creek 1999, si piazzò 15° nella discesa libera.
Il 17 dicembre 2003 conquistò l'ultimo podio in Coppa Europa, a Ponte di Legno/Passo del Tonale in discesa libera (2º), e il 18 dicembre 2004 conquistò l'unico podio in Coppa del Mondo nella discesa libera della Val Gardena, dove giunse 2º staccato di 5 centesimi dal vincitore Max Rauffer; nella stessa stagione ai Mondiali di Bormio/Santa Caterina Valfruva, sua ultima presenza iridata, partecipò solo alla prova di discesa libera e si piazzò 13°. La sua ultima gara di Coppa del Mondo fu il supergigante del 15 dicembre 2006 in Val Gardena e la sua ultima gara in carriera fu il supergigante di Coppa Europa disputato a Sella Nevea il 14 febbraio 2007; in entrambi i casi non terminò la prova.

## Palmarès

### Coppa del Mondo
- Miglior piazzamento in classifica generale: 42º nel 2005
- 1 podio:
  - 1 secondo posto

### Coppa Europa
- Miglior piazzamento in classifica generale: 26º nel 2004
- 2 podi (dati parziali, dalla stagione 1994-1995):
  - 2 secondi posti

#### Coppa Europa - gare a squadre
- 1 podio:
  - 1 vittoria

### Campionati svizzeri
- 4 medaglie (dati dal 1995)[4]:
  - 1 oro (supergigante nel 2000)
  - 2 argenti (supergigante nel 1996; supergigante nel 1999)
  - 1 bronzo (discesa libera nel 1996)